# Alexandre Rodrigues
Alexandre Rodrigues (Río de Janeiro, Brasil, 21 de mayo de 1983) es un actor brasileño. Su interpretación más conocida es la de Buscapé, el narrador y protagonista principal de la película de 2002 Ciudad de Dios. En 2007 apareció en el videoclip del tema «P.D.A. (We Just Don't Care)» del cantante estadounidense John Legend. En 2018, se reveló que había comenzado a trabajar como conductor para Uber, lo que provocó discusiones sobre la movilidad económica y la igualdad de oportunidades en Brasil.

## Filmografía

### Televisión
- 2017/18 - O Outro Lado do Paraíso - Valdo
- 2015 - Totalmente Demais - Garoto de rua (Amigo de Jonatas)
- 2013 - Joia Rara - Josué
- 2012 - Amor Eterno Amor - Seth
- 2010 - Escrito nas Estrelas - Seth
- 2009 - Paraíso - Tobi
- 2006 - Niña moza - Bentinho
- 2004 - Cabocla  - Zaqueu
- 2003 - Ciudad de Hombres - Alex

### Cine
- 2018 - Christabel - Noivo / Fiancé
- 2009 - Garibaldi in America - Jacinto
- 2007 - Proibido Proibir - Leon
- 2006 - Memórias da Chibata - João Cândido
- 2005 - Cafundó - Natalino (adulto)
- 2002 - Cidade de Deus - Buscapé
- 2002 - Palace II - Vapor